# Xian de Hengdong
Le xian de Hengdong (chinois simplifié : 衡东县 ; pinyin : Héngdōng xiàn) est un district administratif de la province du Hunan en Chine. Il est placé sous la juridiction de la ville-préfecture de Hengyang.

## Histoire
Le xian de Hengdong a été créé en 1966 par scission de la partie orientale du xian de Hengshan dont il faisait partie jusqu'alors[réf. souhaitée]. Le nom du district rappelle sa situation à l'est du mont Heng.
Sa principale agglomération, le bourg de Mishui (zh) (chinois simplifié : 洣水镇 ; pinyin : Mǐshuǐ zhèn), résulte de la fusion en 2015 du bourg de Chengguan (城关镇, Chéngguān zhèn) et de deux autres bourgs à proximité[réf. souhaitée].

## Démographie
La population du district était de 658 260 habitants en 1999.